# Leser Landshuth
Leser Landshuth (Leszno, 15 gennaio 1817 – Berlino, 23 marzo 1887) è stato un rabbino tedesco, studioso della liturgia ebraica.

## Biografia
Da giovane si trasferì a Berlino per studiare teologia ebraica, e lì conobbe Leopold Zunz e Abraham Geiger, il quale attendeva nella capitale di essere naturalizzato come cittadino prussiano. Ben presto Landshuth mise da parte il proposito iniziale di diventare rabbino, per non dover nascondere o rinnegare le proprie opinioni liberali; Moritz Veit lo aiutò a trovare un'altra occupazione e ad affermarsi come un libraio ebreo.
Nel frattempo, Landshuth continuò la sua attività letteraria. Nel 1845 pubblicò un saggio sull'origine delle preghiere ebraiche, in appendice al libro di preghiere curato da Hirsch Edelmann (Siddur Hegyon Leb; comunemente noto come "Libro di preghiere di Landshuth"). Simili dal punto di vista contenutistico sono il saggio Pesaḥ Haggadah (Berlino, 1855) e l'introduzione del Ma'abar Yabboḳ, un manuale dei rituali funebri degli ebrei (Vollständiges Gebet- und Andachtsbuch zum Gebrauche bei Kranken und Sterbenden, Berlino, 1867), che contiene le iscrizioni funebri di vari uomini celebri.
Il testo fondamentale fu "'Ammude ha'Abodah (Columnæ Cultus): Onomasticum Auctorum Hymnorum Hebræorum cum Notis Biographicis et Bibliographicis, inerente alla tradizione poetica (piyyutim) della liturgia ebraica (2 voll., 1857-1862). Non meno importanti sono le sue opere relative alla storia della comunità ebraica di Berlino, parti delle quali sono state integrate nel Geschichte der Juden a Berlino di Ludwig Geiger (nel 1871), mentre altre parti furono pubblicate su Die Gegenwart del 1867. Nel 1884 diede alle stampe Toledot Anshe ha-Shem u-Fe'ulatam, storia dei rabbini di Berlino succedutisi dal 1671 al 1871.
Salomon Neumann di Berlino entrò in possesso di numerosi manoscritti di Lanshuth, mentre altro materiale fu ristampato da Simon Bernfeld, il quale si basò sugli appunti di Landshuth pubblicati nel 1886 dalla rivista ebraica russa Ha-Meliẓ.
Landshuth copiò e organizzò anche i primi archivi comunali di Berlino (scritti in ebraico) e le iscrizioni dell'antico cimitero della capitale tedesca, che fu chiuso nel 1827.